# Федоткина, Светлана Александровна
Светлана Александровна Федоткина — (род. 22 июля 1967 года в Красноярске); советская и российская конькобежка; Серебряный призёр VII Зимних Олимпийских игр 1994 года, 5-кратная чемпионка России и 7-кратная призёр чемпионата России Заслуженный мастер спорта. Награждена медалью ордена За заслуги перед Отечеством II степени (1994). Выступала за ШВСМ, и ВФСО "Динамо" Красноярск.

## Биография
Светлана Федоткина спортивную карьеру начала в возрасте 6 лет в фигурном катании при поддержке её мамы Зои Ильиничны Федоткиной. Она также занималась горными лыжами и лыжными гонками. С 1978 года, в 11 лет начала заниматься конькобежным спортом под руководством Натальи Шалгиновой. С 14 лет тренировалась у Виктора Юрьева в школе высшего спортивного мастерства (ШВСМ), а с 1984 по 1987 годы тренировалась под руководством Василия Алтухова. В 1985 году получила звание Мастер спорта СССР. С 1988 года её тренером стал заслуженный тренер России Владимир Владимирович Забродин.
В 1986 году Светлана впервые участвовала на чемпионате СССР в классическом многоборье, а в 1992 году выиграла его, но так как участвовала вне конкурса, то результат был аннулирован. Через год стала серебряным призёром России в многоборье и попала в состав сборной. В январе 1993 года участвовала на чемпионате Европы и на чемпионате мира в классическом многоборье, став 14-й и 20-й соответственно. В сезоне 1993/94 дебютировала на Кубке мира и на 1-м этапе в Берлине заняла 3-е место в забеге на 1500 м и на 2-м этапе в Хамаре - 2-е на 1000 м.
На VII Зимних Олимпийских играх в Лиллехаммере выступала на трёх дистанциях, стала 20-й на 500 м, 11-й на 1000 м. На дистанции 1500 метров показала своё рекордное время – 2.02,69 и завоевала серебряную медаль, проиграв полсекунды австрийке Эмеше Хуньяди. В 1995 году Светлана выиграла чемпионат России в классическом многоборье и заняла 3-е место в спринтерском многоборье, а через год стала 2-й в спринте, выиграв оба забега на 1000 м. Светлана Федоткина - единственная спортсменка, которая в одном сезоне смогла победить и стать призёром в двух видах многоборья (классическом и спринтерском), которые проводились в одном месте без дня отдыха.
В 1996 году её поймали на употреблении станозолола и отстранили от соревнований на два года. В январе 1998 года Международный союз конькобежцев (ISU) пожизненно дисквалифицировал Федоткину за отказ пройти допинг-контроль, после того, как в ноябре 1997 года Светлана как частное лицо поехала на спринтерский этап Кубка мира в Калгари, где медицинская комиссия ISU в нарушение правил устава Международного союза потребовала от неё пройти допинг-контроль. Союз конькобежцев России направил в штаб-квартиру Международного союза апелляцию, однако она не была принята во внимание.
В сезоне 2001/02 она вернулась к соревнованиям и вновь приняла участие в чемпионате России, но серьезного результата не добилась. В декабре 2021 года пыталась отобраться на олимпиаду 2002 года, но не смогла, заняв 5-е место на дистанции 1000 м и 8-е на 1500 м. В 2002 году официально завершила карьеру конькобежца. После этого она недолго играла в хоккей за красноярский "Локомотив".

## Научно-педагогическая карьера
Светлана после завершения спортивной карьеры защитила кандидатскую, а вскоре и докторскую диссертации. Преподавала в Красноярской государственной медицинской академии, заведовала кафедрой зимних видов спорта в Красноярском государственном педагогическом университете им. В.П. Астафьева. В 2012 году ей присвоили учёное звание доцент. С 2012 года и по-настоящее время работает доцентом на кафедре "Общественного здоровья и здравоохранения" в Военно-медицинской академии имени С.М. Кирова и Санкт-Петербургском государственном университете.
Среди спортсменов высокой квалификации - это единственный в мире доктор медицинских наук.

## Личная жизнь
Светлана Федоткина окончила общеобразовательную школу №96 г.Красноярска, Красноярский техникум физической культуры, Красноярскую государственную медицинскую академию и Сибирский федеральный университет. Замужем, имеет дочь Анастасию.